# Teologia negativa
La teologia negativa è un tipo di riflessione religiosa e filosofica che si propone di indagare Dio secondo una prospettiva puramente logico-formale, prescindendo totalmente da contenuti sostanziali. 

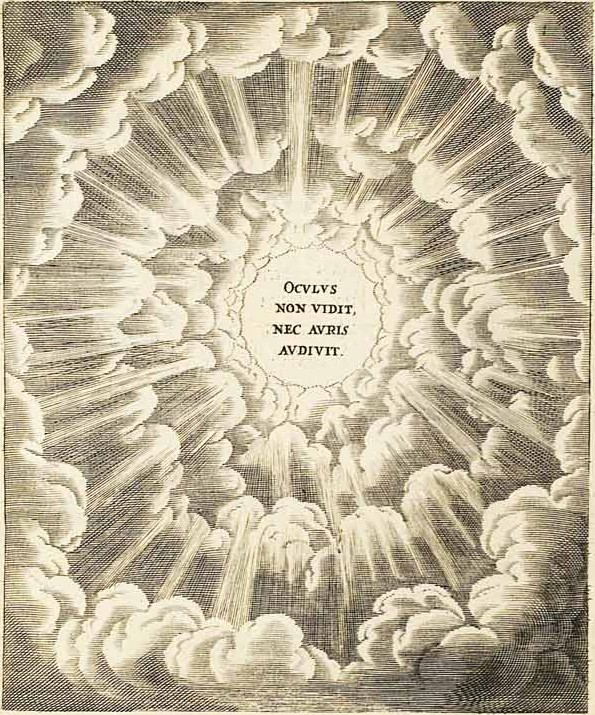
Incisione di Otto van Veen (1660), che descrive negativamente Dio come quel che «nessun occhio ha visto, né orecchio ha udito» (cit. da 1 Corinzi, 2, 9)

Dio viene studiato cioè come il limite estremo su cui il pensiero logico si attesta e oltre il quale non può andare, dovendo da lì in poi cedere il passo alla fede e a un sapere rivelato. Secondo l'argomento ontologico utilizzato da vari filosofi, infatti, la logica riuscirebbe al massimo ad affermare che Dio non può non essere; per il resto, non ci può dire cosa è Dio, ma ci dice cosa Egli non è. Il metodo negativo, altrimenti noto come via negationis, consiste in definitiva nello studiare e nel definire una realtà a partire unicamente dal suo contrario. Di qui la valorizzazione del limite, dell'errore che pur opponendosi alla verità, permette in qualche modo di circoscriverla. La ragione umana mira così ad avvicinarsi all'Assoluto proprio grazie alla consapevolezza di essere fallibile e limitata.
Diventare coscienti di un limite, infatti, è già un modo di trascenderlo e di superarlo.

## Le origini nel pensiero greco
La prima formulazione di una teologia negativa si ebbe con Plotino (205 – 270 d.C.), il quale affermò che di Dio possiamo dire soltanto «quello che Egli non è, ma non diciamo quello che è. Diciamo di Lui partendo dalle cose che sono dopo di lui».

### Precursori
La teologia negativa di Plotino tuttavia partiva già, oltre che dagli scritti di Filone di Alessandria (13 a.C.– 45 d.C.) sull'ineffabilità di Dio, anche dalle considerazioni di Parmenide (V secolo a.C.) e della scuola eleatica a proposito dell'essere, basate su un pensiero logico-formale di tipo negativo: gli eleati infatti erano stati i primi a utilizzare la tecnica della dimostrazione per assurdo, con cui affermavano che l'essere è e non può non essere perché il contrario conduce a una contraddizione. Giungevano cioè a dimostrare la verità dell'essere non tramite un procedimento diretto ma per via indiretta, secondo la prospettiva puramente formale della logica di non-contraddizione. L'essere risultava così per Parmenide totalmente privo di contenuti sostanziali, cioè di predicati che in qualche modo lo oggettivassero e ne dessero una definizione positiva: l'uso della semplice copula è senza l'aggiunta di un predicato nominale — per cui non diceva cosa l'essere è, ma solo che l'essere è, e basta — evidenzia il carattere indefinito dell'essere, non oggettivabile né quantificabile.
Questa concezione secondo cui è possibile giungere alla verità solo per via indiretta e negativa era peraltro comune a tutto il pensiero greco antico: la stessa etimologia del termine greco ἀλήθεια, alethèia, cioè verità, come ha messo in luce Heidegger, significa "non nascondimento", in quanto è composta da alfa privativo (α-) più λῆθος, leèthos (oblìo), che vuol dire quindi propriamente eliminazione dell'oscuramento, ovvero disvelamento. La verità era dunque intesa non come un oggetto o una realtà di fatto, ma come un atto o un movimento di confutazione dell'errore: non un pensiero statico e definito una volta per tutte, ma essenzialmente attività e opera di maieutica; non riconoscimento del vero, attuabile solo parzialmente, ma al contrario riconoscimento del falso, e quindi capacità di saperlo evitare. La stessa filosofia di Socrate, per esempio, nasceva essenzialmente come pensiero critico, come tentativo di indagare non tanto la verità, quanto le false certezze dei suoi interlocutori, e in genere di tutti coloro che si ritenevano sapienti, tramite una dialettica negativa volta ad eliminare gli ostacoli al conseguimento dell'autentica saggezza. Per Eraclito, da un altro punto di vista, la trama segreta del logos si svelava solo tramite l'interazione di due realtà contrapposte.
La verità era insomma per gli antichi Greci non riconoscibile di per sé, ma in qualche modo nascosta, perché ad essa partecipa il soggetto: «è la stessa cosa pensare ed essere» diceva Parmenide. L'essere, la verità, era per i Greci essenzialmente attività di pensiero, un atto del soggetto che in quanto tale non può razionalizzarsi e oggettivarsi totalmente, pena lo sdoppiamento dell'unità pensante originaria in soggetto conoscente e oggetto conosciuto.

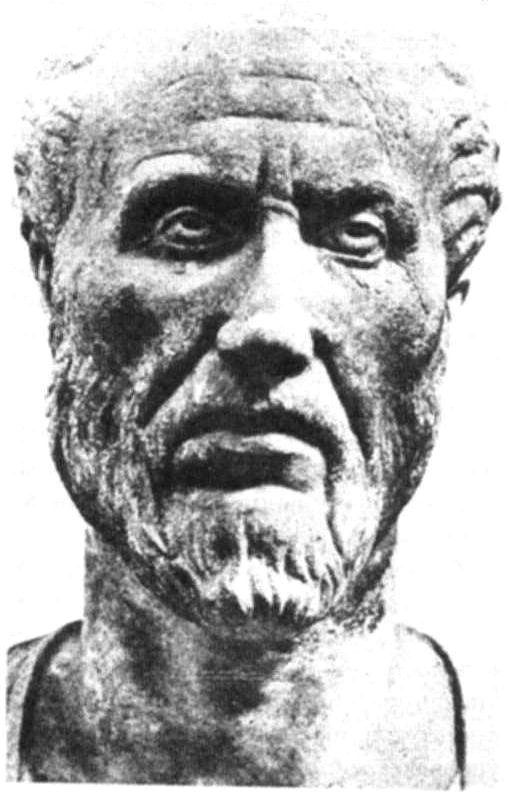
Plotino

### Plotino e il metodo dialettico
Riprendendo queste considerazioni, e servendosi non solo del metodo deduttivo elaborato da Parmenide ma anche di quello dialettico di Platone e razionale di Aristotele, Plotino ricostruisce per via negativa il processo logico che porta ad ammettere l'Uno al di sopra della pensabilità degli oggetti finiti. Il disperdersi dell'Anima nel mondo presuppone un'unità da cui essa procede, cioè il Νούς (Noùs) o Intelletto, il quale a sua volta non può essere pensato senza ammettere un Uno al di là di esso. È il modo intuitivo di pensarsi e costituirsi dell'Intelletto che ci fa capire la necessità dell'Uno assoluto. L'Uno va ammesso non perché sia possibile dimostrarne direttamente l'esistenza (poiché in tal caso verrebbe ridotto a un semplice dato oggettivo), ma in quanto condizione della stessa attività logica e raziocinante che permette di pensare gli oggetti finiti e riconoscerli per quello che sono, cioè errore, sviamento. Secondo Plotino infatti il pensiero pensato, cioè posto in maniera quantificabile e finita, è un'illusione e un inganno, dovuto a una mentalità materialista. 
Nel pensare qualcosa, anche una qualunque realtà sensibile, questa non si pone come un semplice oggetto, ma è in realtà soggetto animato da un'idea che si rende presente alla mente; la caratteristica principale del pensiero, cioè, è quella di possedere la mente, non di essere posseduto, e comporta dunque la perdita della coscienza che viene rapita dal suo stesso oggetto. Compito della filosofia è riconoscere l'errore insito nel senso comune, e riportare l'uomo lungo un percorso di ascesi a identificarsi con l'attività suprema e inconscia del pensiero, nella quale è presente tutta la realtà, eliminando il superfluo con la catarsi dalle passioni.
L'Uno non è un oggetto, ma un soggetto di pensiero, superiore allo stesso essere, e anzi non descrivibile a rigore neppure come soggetto, né come pensiero di sé, perché ogni riflessività è ancora un raddoppio; esso non è né coscienza, né volontà, né amore, né atto morale. Per questo ci appare come un nulla, come negatività totale. Ma, dice Plotino, si tratta di un nulla gnoseologico, non ontologico: un nulla che vuol dire potenziamento, non diminuzione; pienezza traboccante, non un semplice vuoto. Ad esso tuttavia la nostra coscienza vi giunge per decremento, anziché per innalzamento: per superare se stessi infatti occorre secondo Plotino sprofondare in se stessi. Il limite che la nostra coscienza incontra nel superarsi e nell'elevarsi a Dio lo si travalica solo accettandolo e misurandosi con esso.
Plotino ricorre in proposito al paragone della luce, la quale non è un oggetto, ma si mostra solo in quanto rende visibili gli oggetti: come essa risulta visibile dal contrasto con l'ombra, così l'Uno è intuibile solo tramite il contrasto dialettico col molteplice. Ritorna così il metodo dialettico, già usato da Platone, come fondamento della teologia negativa: è la polarità del mondo infatti, costituita da due estremità opposte, che permette di stabilire un rapporto dialettico tra di esse, essendo l'una il negativo dell'altra. Il mondo sensibile e fenomenico, ad esempio, pur antitetico a quello intelligibile, è visto come suo "nunzio", e la materia, nella quale risiede la possibilità del male, non è condannata da Plotino come negatività assoluta. È proprio tramite lo sviamento e l'errore infatti che è possibile delimitare (inteso etimologicamente come de-limitare, cioè tracciamento del limite) la verità.

### L'estasi al culmine
«Elimina ogni realtà» è l'imperativo che riassume l'insegnamento di Plotino. L'Uno, la fonte del pensiero, è infatti anche il limite del pensiero, il punto in cui questo si annichila: in tal modo Plotino va oltre la stessa identità parmenidea di essere e pensiero, perché questa è ancora un'alterità, benché coincidente, di due termini, dove l'uno è anche il negativo del secondo. Il pensiero filosofico pertanto, nel ricercare la Realtà ultima da cui ha origine, deve riconoscere di non coincidere con essa, ma di esserne solo un'emanazione, e deve quindi cancellarsi negando se stesso fino a quando si trovi in estasi, al di fuori di sé. L'estasi, che è l'identificazione dell'anima individuale con Dio, è dunque il culmine della teologia negativa, un'esperienza ineffabile e indescrivibile, essendo appunto ormai naufragata ogni forma di discorsività del pensiero.
Con Plotino la teologia negativa riceve la sua piena formulazione, la quale verrà poi ripresa da Proclo (412 – 487), e portata al massimo grado da Damascio (480 - 550), dando quindi avvio a una lunga tradizione neoplatonica, secondo cui gli oggetti non sono semplici entità materiali bensì soggetti di pensiero, e che alimenterà la concezione rinascimentale di un vitalismo universale di tutto il creato. Molti studiosi hanno visto in Plotino un mistico, dato che il suo percorso di ascesi culmina nel silenzio e nell'estasi contemplativa; ora c'è senz'altro una mistica sullo sfondo, tuttavia il procedimento negativo da lui usato per arrivare al di là del pensiero è un'argomentazione tecnica e perfettamente razionale.

## Raffronto con le filosofie orientali
La via negativa di Parmenide e Plotino è a ben guardare sostanzialmente identica a quella utilizzata dalle religioni asiatiche come il buddhismo e il Tao cinese, dove pure prevale un accostamento assolutamente apofatico alla divinità. In maniera simile al paragone neoplatonico della luce, i mistici orientali usano paragonare il metodo dell'ascesi alla visione dell'occhio, il quale non può vedere se stesso, ma nel vedere ciò che è al di fuori di lui può prendere coscienza di sé.
Il buddismo presenta un'accentuazione del carattere illusorio della realtà fenomenica e materiale (velo di Maya), mentre non parla neppure di un Dio, essendo questo svuotato di qualsiasi significato al punto da identificarlo con il nulla. Anche qui tuttavia non si tratta certo del nulla dei fenomeni illusori della maya, ma di un nulla causato dalla perdita totale della coscienza e dell'io individuale che si smarrisce nel Nirvana. 
Anche nel Taoismo non c'è propriamente un Dio, ma un puro pensare impersonale, un'attività pensante e un'energia originaria nella quale si risolve e si annulla il dualismo cosmico (yin e yang) che permea di sé ogni realtà.

## La teologia cristiana
I primi pensatori cristiani, specialmente Agostino (354 –430), Pseudo-Dionigi l'Areopagita (V secolo d.C.), e Giovanni Scoto Eriugena (810 – 880), ripresero il metodo negativo della teologia neoplatonica adattandolo alla concezione cristiana.

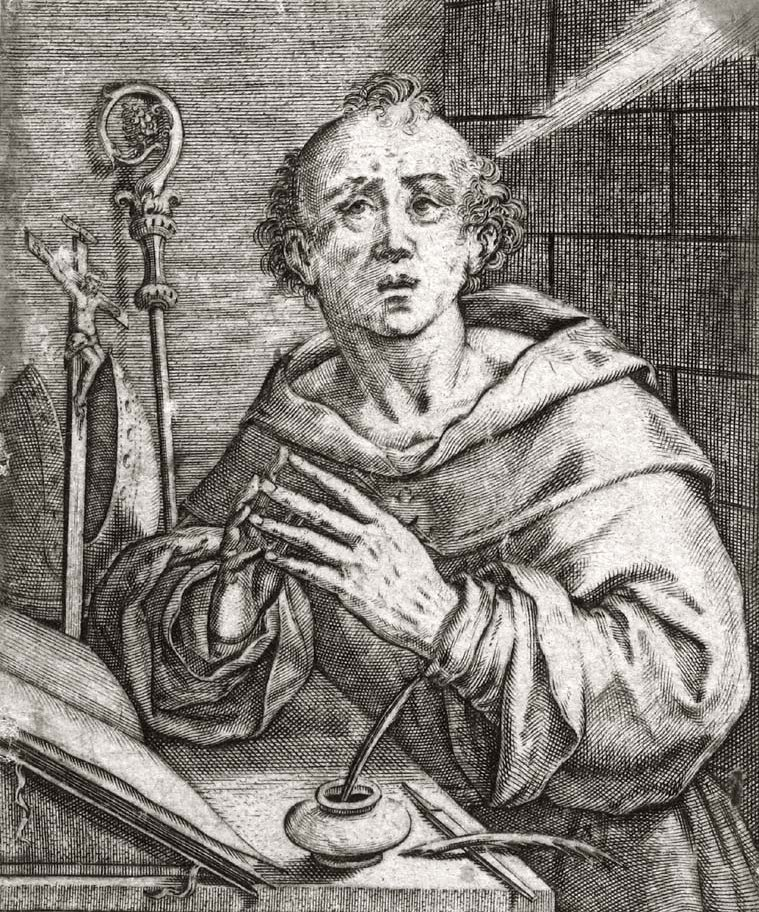
Sant'Agostino d'Ippona

Già nella Bibbia Dio veniva chiamato col tetragramma biblico YHWH, cioè semplicemente «Colui che è», a indicare l'ineffabilità del suo nome. In questa terminologia dell'antico Testamento i teologi cristiani vedevano espressa la natura apofatica di Dio Padre, che può rivelarsi solo tramite il Figlio Gesù.

### L'età della patristica
Agostino in particolare, considerato il padre della tradizione negativa cristiana facente capo al neoplatonismo, per sottolineare come Dio non possa essere compreso razionalmente utilizzava la locuzione Melius scitur Deus nesciendo, cioè «Dio si conosce meglio nell'ignoranza»; affermava quindi che Si comprehendis non est Deus, «se lo comprendi allora non è Dio», a evidenziare come Dio sia il totalmente Altro (aliud, aliud valde) rispetto alla coscienza umana.
E d'altro lato metteva in risalto come Dio, proprio perché non è oggetto ma Soggetto, sia presente nell'interiorità del nostro io più di noi stessi, e rappresenti per il nostro pensiero sia la condizione del suo costituirsi che la meta naturale («il nostro cuore non ha pace finché non riposi in Te»; «gli uomini se ne vanno a contemplare le vette delle montagne, e non pensano a se stessi»). Secondo Agostino inoltre, il dubbio è un momento essenziale e indicativo del disvelarsi della verità, perché nel dubbio la ragione prende coscienza di ciò che Dio non è. E non si può avere coscienza del negativo senza avere già inconsciamente trovato il positivo.
L'eredità di Agostino fu raccolta dallo Pseudo-Dionigi, il quale fu il primo a distinguere espressamente la teologia negativa da una teologia affermativa: mentre quest'ultima arriva a Dio tramite un progressivo accrescimento di tutte le qualità finite degli oggetti, la prima al contrario procede per decrescita e diminuzione fino ad eliminare ogni contenuto dalla mente, poiché Dio, essendo superiore a tutte le realtà possibili e immaginabili, non è identificabile con nessuna di esse.
Anche Scoto Eriugena, filosofo di epoca carolingia, riprese la riflessione tipicamente agostiniana sul rapporto dualistico e complementare tra fede e ragione che in Dio necessariamente coincidono; privilegiando la via negativa, egli vedeva Dio come superiore sia all'essere che al non-essere, come il punto in cui il dualismo della realtà si ricompone in unità.

### La scolastica agostiniana
In seguito, il neoplatonismo agostiniano ispirò nuovamente le riflessioni di vari teologi scolastici del Duecento, in particolare i francescani San Bonaventura (1221 – 1274) e Duns Scoto (1265 – 1308), sviluppatesi parallelamente all'aristotelismo di San Tommaso (1225 – 1274). Bonaventura vedeva nelle parole «Io sono» usate da Dio nella Bibbia per descrivere se stesso un modo di sottrarsi ad ogni determinazione. Duns Scoto accentuava invece l'aspetto apofatico e ignoto di Dio, mettendo in rilievo il limite intrinseco di ogni sapere umano: se la logica vuole essere consistente, deve rinunciare a indagare ciò che per sua natura non può avere una risposta razionale. Rifacendosi a Parmenide, Scoto affermava così la necessità di essere dell'essere, ma l'impossibilità di necessitarne il contenuto. Gli enti cioè sono forme necessarie, ma del loro contenuto (il loro essere così e non altrimenti) non si può trovare una necessità razionale. La logica è dunque un metodo negativo perché non può essere applicata a se stessa: se la ragione pretende di parlare dell'incondizionato cade in contraddizione. Scoto giunse infine ad affermare che di Dio l'uomo conoscerebbe solo la voluntas ordinata, oltre la quale la libertà di Dio agirebbe del tutto arbitrariamente. Il limite di non poter far dipendere la propria validità da una dimostrazione superiore né da un ente particolare, è però anche il punto di forza di un sapere non relativo ad altro da sé, e quindi universale e necessario.
Anche Meister Eckhart (1260 – 1327), e più tardi l'autore ignoto della Nube della Non-conoscenza (XIV secolo) svilupparono simili riflessioni, incentrate sull'assoluta inconoscibilità e oscurità di Dio, accessibile solo per via intuitiva e mistica.
Va detto però che la teologia negativa agostiniana in origine non voleva essere un mero salto nell'irrazionale; essa si basava pur sempre su un procedimento rigorosamente logico, nel quale il momento della fede viene accolto solo in quanto complementare alla ragione e in quanto risponde a un'esigenza della ragione stessa: credo ut intelligam e intelligo ut credam diceva infatti Agostino («credo affinché io possa comprendere», e «comprendo perché io creda»). 
Rispetto alla razionalità degli antichi greci, la fede non era vista dunque in antitesi ma anzi come un completamento di quella: prima di giungere alla fede, era necessario cioè compiere il cammino della ragione, la quale poi si apre non ad un credo qualunque, ma solo a un sapere rivelato che sia in accordo con l'esigenza di salvaguardare la ragione. E il cristianesimo, in quanto religione del Logos, si adattava perfettamente all'esigenza teologica di non dissolvere la razionalità nell'irrazionalismo più totale. 
Il Logos era sostanzialmente identificato con il Nous neoplatonico, ovvero il sapere razionale che è l'emanazione più diretta e immediata di Dio. 
Questa Ragione si costituisce come tale solo in quanto il suo pensare procede da un Principio sovra-razionale che lo rende possibile, ma poiché essa non lo può dedurre da sé in termini logici, ha per questo bisogno di una rivelazione da parte di Dio stesso, che venga incontro all'uomo illuminandolo. Non è più dunque il Dio impersonale di Plotino, nel quale la coscienza si annullava, ma un Dio vivente che opera nella mente umana. L'aspetto personale di Dio era visto anzi come il risvolto positivo della teologia negativa; quest'ultima rimane il momento essenziale tramite il quale Dio fa nascere nell'uomo la domanda universale di Assoluto, essendo Egli non un Dio impersonale e quindi morto, ma animato dal desiderio di farsi conoscere dall'uomo.
E non essendo la Ragione un principio autonomo che possegga dentro di sé la Verità (ma essendone viceversa posseduta), essa si salva paradossalmente nel negare se stessa, aprendosi alla fede nel sovra-razionale, attraverso appunto il metodo negativo con il quale riconosce il proprio limite. Questo processo di nientificazione che comporta pur tuttavia l'esercizio attivo e coerente della ragione stessa era visto in accordo con la controversa frase evangelica secondo cui chi si umilia sarà esaltato (Luca 14, 11). Viceversa una ragione presuntuosa che volesse fare a meno dell'Assoluto sarebbe condannata a un relativismo incoerente perché essa non può fondarsi da sola, e avvitandosi così in una contraddizione logica si dissolverebbe. Ragione e intuizione insomma sussistono insieme, essendo i due aspetti di un medesimo punto di vista.

### Misticismo e umanesimo in Cusano

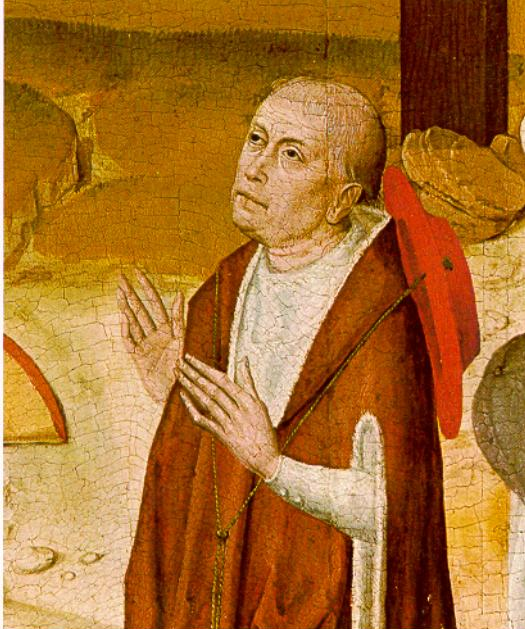
Nicola Cusano

Il contrasto sviluppatosi in epoca medievale tra la teologia agostiniana e quella tomista, dovuto al fatto che la prima sembrava dare maggiore importanza all'intuizione mentre la seconda privilegiava l'esercizio razionale e un approccio catafatico a Dio, era dunque in realtà meno accentuato di quanto potesse apparire. Lo stesso Tommaso d'Aquino aveva fatto sue molte delle istanze della teologia negativa.
L'umanista Nicola Cusano (1401 – 1464) in particolare può essere considerato il punto di sintesi tra le due correnti teologiche. Egli infatti, ricorrendo al principio della "dotta ignoranza", conciliava l'esistenzialismo argomentativo di Socrate con l'apofatismo estremo dei neoplatonici tardo-medievali: sapiente non è colui che possiede la verità, ma colui che conosce la propria ignoranza, ed è quindi consapevole dei propri limiti. Non si può infatti essere consci della propria ignoranza senza avere già parzialmente o inconsciamente intravisto cos'è che non sappiamo. L'ignorante assoluto, viceversa, non ha neppure coscienza della propria ignoranza.
Secondo Cusano esiste inoltre una corrispondenza tra le strutture intellettive divine e quelle umane, nonché tra queste e l'intelligenza oggettivata del cosmo; Dio tuttavia non è razionalizzabile appieno, perché in Lui gli opposti coincidono, e quindi la contrapposizione dialettica tra soggetto e oggetto, che permetteva al soggetto di cogliere esternamente quest'ultimo e di razionalizzarlo, in Lui si ricompone annullandosi. Dio infatti è superiore allo stesso principio di non-contraddizione, pur essendone il fondamento, ed è perciò al di là del pensiero logico-dialettico strumento della filosofia. Quest'ultima dunque, nel riflettere su se stessa, si riconosce come l'aspetto puramente negativo di Dio, cioè appunto come la sua negazione. Una simile presa di coscienza rappresenta una forma di auto-umiliazione grazie alla quale la ragione riesce ad aprirsi alla visione intuitiva di Dio.

## L'idealismo tedesco
A cavallo tra il Settecento e l'Ottocento si ebbe un ritorno alla filosofia negativa grazie all'opera dei primi due grandi esponenti dell'idealismo tedesco. 
Johann Gottlieb Fichte (1762 – 1814) e Friedrich Schelling (1775 – 1854) infatti identificarono il metodo trascendentale del criticismo kantiano con il metodo della teologia negativa, quale attività suprema non definibile in sé e per sé ma solo in rapporto alla conoscibilità degli oggetti finiti, attribuendo però a questa conoscibilità anche un significato ontologico: l'Uno cioè risulta accessibile per via negativa nella misura in cui non solo rende conoscibile la realtà, ma anche in quanto la fa venire all'essere.
Si ebbe così un recupero della concezione neoplatonica dell'Idea quale fondamento sia gnoseologico che ontologico del reale. In Fichte l'attività unitaria e originaria da cui tutto procede è l'io, il quale non è un mero dato o una realtà di fatto, ma è concepito come un atto, un movimento del pensiero che pone il non-io quale risultato del suo agire. L'io è dunque condizione del costituirsi degli oggetti e della realtà finita. Come in Plotino, il principio primo non è oggettivabile, ed è distinto dalla realtà materiale e fenomenica. E come in Plotino ad esso si può giungere solo tramite il suo contrario, cioè riconoscendo il non-io per quello che è, tramite la contrapposizione dialettica tra i due princìpi opposti. 
La filosofia, secondo Fichte, in quanto coscienza oggettiva del non-io, comprende di essere solo l'aspetto esteriore e fenomenico di Dio, non Dio stesso, per cogliere il quale essa deve dunque coerentemente negarsi e auto-limitarsi. Alla teoria deve succedere così l'azione pratica e morale: «il vivere» infatti «è non-filosofare; e il filosofare è non-vivere».
Anche Schelling affermava che l'Assoluto non è raggiungibile per via oggettiva e razionale, ma solo intuitivamente, in quanto esso è l'unione originaria di soggetto e oggetto, finito e infinito. La Natura è per Schelling il «prodotto finito dell'infinito», nel quale si rispecchia lo Spirito, cioè il pensiero. E ripropone quindi lo schema della teologia negativa basato su un pensiero inconscio originario dal quale deriva quello consapevole, e nel quale gli opposti coincidono. In Dio c'è un dualismo, una polarità che si manifesta come antitesi tra l'idealismo trascendentale e l'oggetto del suo filosofare, e nella quale i due poli rappresentano l'uno il negativo dell'altro. Alla verità ci si avvicina indefinitamente tramite la sua progressiva delimitazione, ma solo nel momento estetico dell'arte essa viene colta completamente. Nell'estasi infatti la ragione riesce a uscire definitivamente da se stessa, superando i propri limiti.
Schelling distinse poi la filosofia propriamente negativa dalla filosofia positiva, che attiene alle tematiche dell'esistenzialismo. Come già i teologi cristiani, egli vedeva in questi due filoni filosofici una reciproca complementarità: poiché in metafisica la ragione da sola non può edificare, ma unicamente demolire, ha bisogno per essere completa di una rivelazione. La ragione infatti può cogliere solamente l'essenza di Dio da un punto di vista logico-formale, ma si lascia sfuggire l'esistenza, cioè il dato e il contenuto empirico al quale è possibile accedere solo tramite un sapere rivelato e trascendente, positivo perché rivelato direttamente da Dio e non per via negativa e indiretta.

## Autori post-idealisti
Pensatori successivi quali Søren Kierkegaard, Rudolf Otto e Karl Barth hanno ripreso il summenzionato concetto agostiniano di Dio come "aliud, aliud valde" definendolo «l'infinita differenza qualitativa» del «totalmente Altro» (ganz Andere), concetto sfociato dall'esistenzialismo religioso alla teologia dialettica. Il corrispettivo in filosofia è la differenza ontologica di Heidegger.
Anche in ambito cattolico è stata ribadita da papa Benedetto XVI «la verità della teologia negativa», «posta in risalto dal IV Concilio Lateranense il quale ha dichiarato esplicitamente che, per quanto grande possa essere la somiglianza constatata tra il Creatore e la creatura, sempre più grande è tra di loro la dissomiglianza» (DS, 806). Dio, ciò nonostante, essendosi dato un'«immagine» nel Cristo che si è fatto uomo, e avendo quindi rivelato «il suo Volto proprio nella figura del sofferente», «sa creare la giustizia in un modo che noi non siamo capaci di concepire e che, tuttavia, nella fede possiamo intuire». «Nel corso della loro storia, i cristiani hanno cercato di tradurre questo sapere che non sa in figure rappresentabili, sviluppando immagini del "cielo" che restano sempre lontane da ciò che, appunto, conosciamo solo negativamente, mediante una non-conoscenza».